# Francisc Șirato

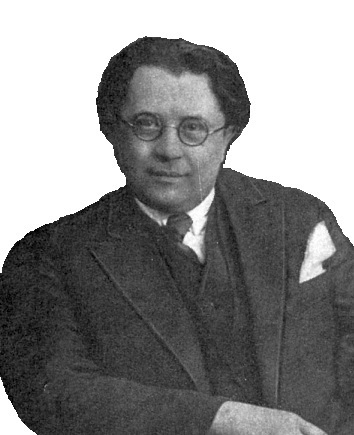
Francisc Șirato

Francisc Șirato (* 13. August 1877 in Craiova/Rumänien; † 4. August 1953 in Bukarest) war ein rumänischer Maler, Illustrator, Autor und Universitätsprofessor.

## Leben und Werk

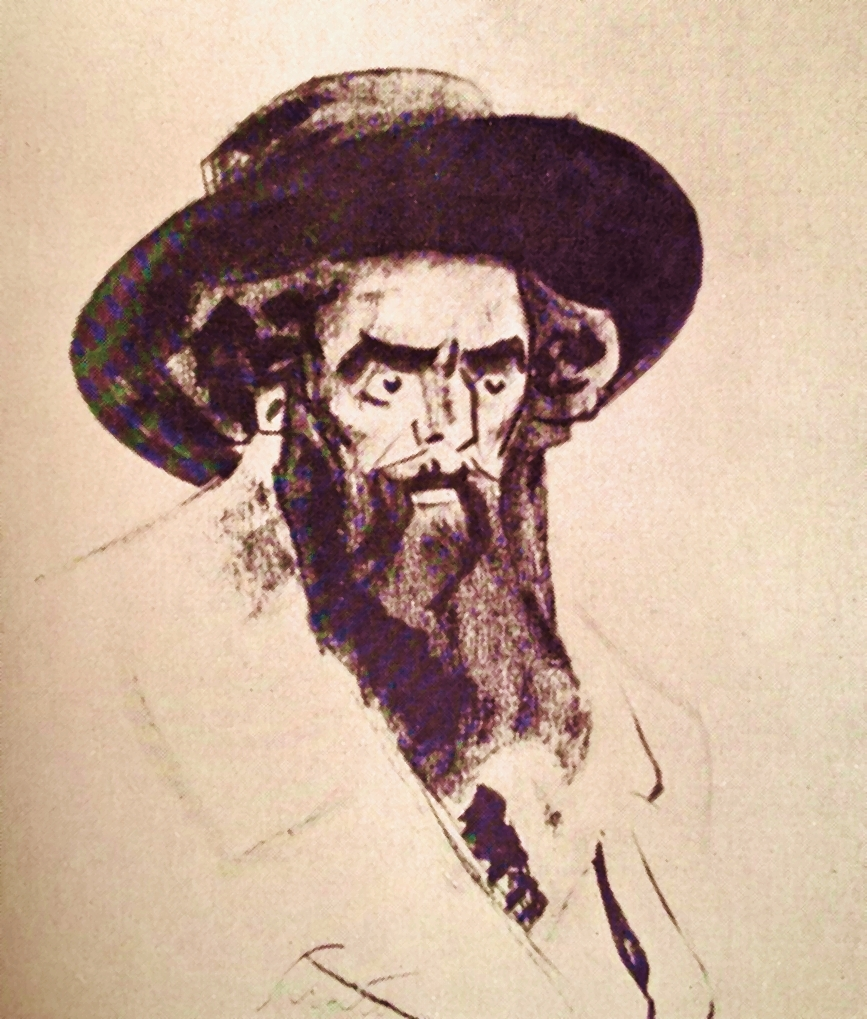
Zeichnung von Francisc Șirato Porträt von Octav Bancila

Francisc Șirato ist in einer aus dem Banat stammenden Familie geboren. Er machte eine Ausbildung in einer Buchdruckwerkstatt im rumänischen Craiova. Von 1898 bis 1899 arbeitete er in einer Lithographie-Werkstatt in Düsseldorf, um anschließend nach Rumänien zurückzukehren und zwischen 1900 und 1905 an der Akademie der Schönen Künste in Bukarest zu studieren. Er wurde schnell ein gefragter Illustrator für Zeitungen und Zeitschriften und bekannt für seine polemische Art und seine Prägnanz in seinem geometrischen und energetischen Stil. Daneben hatte er mit seiner Malerei diverse Ausstellungen. Insbesondere im Zusammenhang mit der Künstlervereinigung Arta Română. Seit 1916 schrieb er auch Kunstkritiken.
Seit 1926 war Șirato mit den Malern Nicolae Tonitza und Ștefan Dimitrescu und dem Bildhauer Oscar Han Mitglied der rumänischen Künstlergruppe Grupul celor patru (zu deutsch: „Gruppe der Vier“), einer in Rumänien berühmten Protestgruppe gegen die rigiden Normen starrer akademischer Kunstbegriffe und für die Verbreitung moderner Kunst in Rumänien. Nach 1930 konzentrierte er sich in seiner Kunst auf die Wirksamkeit von Licht: Malerei mit chromatischer Flüssigkeit; vergleichbar mit der von Pierre Bonnard.
1933 wurde er Professor für Zeichnung und Malerei an der Akademie der Schönen Künste in Bukarest. 1939 emeritierte er.
Șirato starb am 4. August 1953 im Alter von 75 Jahren in Bukarest.